# 藤田健治
藤田 健治（ふじた けんじ、1904年3月8日 - 1993年10月10日）は、日本の哲学者。文学博士（東京大学・論文博士・1961年）。お茶の水女子大学名誉教授。

## 来歴
東京出身。東京帝国大学哲学科卒。成城高等学校教授、戦後お茶の水女子大学助教授、1950年、教授。1961年、「十九世紀後半欧州哲学思想史の研究」で東京大学より文学博士の学位を取得。1964年から1968年まで、お茶の水女子大学学長。筑波大学参与。1978年、放送教育開発センター所長、1981年、放送大学学園初代理事長。
シェリング、ニーチェを研究し著書多数。著作集全7巻がある。
ギリシア古典に興味を抱いたきっかけは旧制第一高等学校の岩元禎教授によるものであるという。

## 著書

### 単著
- 近代哲学原理の崩壊と再建 文雅堂書店 1957
- 現代哲学の系譜 十九世紀後半の欧州哲学思想史 創文社 1961
- シェリング 勁草書房 1962 (思想学説全書)
- 若き人々に 理想社 1964 (人生論ブックス)
- 歴史的世界と人間存在 生命・精神・実存の哲学体系序説 理想社 1964
- 人間形成と実存哲学 明治図書出版 1967
- 愛に生きる心得 迷うとき何を希求し何を学ぶべきか 大和書房「銀河選書」 1969
- 哲学的人間学 紀伊国屋新書 1970
- ニーチェ その思想と実存の解明 中央公論社「中公新書」 1970
- 現代哲学入門 人と思想と言葉 大和出版販売 1974 (グリーン・ブックス)
- 哲学的人間学 古くて新しい人間への問い 旺文社 1979.7 (テレビ大学講座)
- 体系と展相 哲学的人間学 二玄社 1981.9
- 人生余情 藤田健治喜寿記念随筆集 二玄社 1981.9
- 哲学的人間学 人間の本質把握への新しい試み 放送大学 1985.3
- 哲学的人間学方法論・生の連続と非連続のパースペクティヴ 刀水書房「人間科学叢書」1988.1
- 光と影ろい 日本精神史における理念の形態 紀伊国屋書店 1989.4
- 漱石 その軌跡と系譜 鴎外・龍之介・有三 文学の哲学的考察 紀伊国屋書店 1991.6
- 西田幾多郎 その軌跡と系譜 桑木厳翼・田辺元・高坂正顕・山内得立　哲学の文学的考察 法政大学出版局 1993.3、新版1997
- カント解釈の基本問題 その人間学的還元 法政大学出版局 1994.1
- 藤田健治著作集 新樹社（全7巻） 1995-97

### 共著編
- 現代の哲学 茅野良男・柏原啓一共編著 学文社(現代哲学選書) 1970

- ヨーロッパにおける人間観の研究 未来社 1982年

　（古田光、
藤田健治、
木田献一、
屋形禎亮、
澤柳大五郎、
廣川洋一、
中野幸次、
秀村欣二、
兼岩正夫、
清水富雄、
裾分一弘、
下村寅太郎、
西沢龍生、
永井博
による共編著）
- 歴史の理論 阿部玄治共著 旺文社 1983.8 (ラジオ大学講座) のち放送大学教材

### 記念論集
- ヨーロッパ精神史の基本問題 : 下村寅太郎先生退官記念論文集、岩波書店、1966年

　（澤柳大五郎、
関根正雄、
村治能就、
浅野順一、
中野幸次、
秀村欣二、
兼岩正夫、
清水富雄、
渡辺金一、
下村寅太郎、
西沢龍生、
藤田健治、
永井博
による共編著）

### 翻訳
- 伊太利文芸復興期の文化 ブルックハルト、村松恒一郎共訳 岩波文庫 下巻 1939、上巻 1931（村松単訳）
- 希臘宗教発展の五段階 ギルバァト・マレィ 岩波文庫 1943 
  - ギルバート・マレー「ギリシア宗教発展の五段階」1971、復刊1992。改訳版
- 哲学史 下巻(３冊)　ヘーゲル全集14a-14c 岩波書店 1953-57、新版1997
- 世界史的諸考察 ヤーコプ・ブルクハルト 岩波文庫 1972／改訳版 二玄社 1981
- 現代の哲学的人間学 ボルノウ、ヘルムート・プレスナーなど 共訳 白水社 1976
- 変貌した世界の哲学（1～4） ワルター・シュルツ 二玄社 1978-80、監訳・共訳、

## 参考記事
- 日本人名大辞典